# リムノス県

リムノス県
Περιφερειακή ενότητα Λήμνου測地系: 北緯39度55分 東経25度10分 / 北緯39.917度 東経25.167度座標: 北緯39度55分 東経25度10分 / 北緯39.917度 東経25.167度

リムノス県（リムノスけん、Περιφερειακή ενότητα Λήμνου）は、ギリシャ共和国の北エーゲ地方を構成する行政区（ペリフェリアキ・エノティタ）のひとつ。県都はリムノス島（Λήμνος / Limnos）のミリナ。

## 地理
2011年の行政区画再編により、レスヴォス県から分割された。リムノス島およびアイオス・エフストラティオス島からなる。

## 行政区画

レスヴォス県とリムノス県

### 市（ディモス）
リムノス県は、以下の自治体（ディモス、市）から構成される。面積の単位はkm²、人口は2001年国勢調査時点。
|   | 自治体名                     | 綴り             | 政庁所在地                   | 面積  | 人口   |
| - | ---------------------------- | ---------------- | ---------------------------- | ----- | ------ |
| 2 | アイオス・エフストラティオス | Άγιος Ευστράτιος | アイオス・エフストラティオス | 43.3  | 371    |
| 3 | リムノス                     | Λήμνος           | ミリナ                       | 477.3 | 17,270 |

### 旧自治体（ディモティキ・エノティタ）

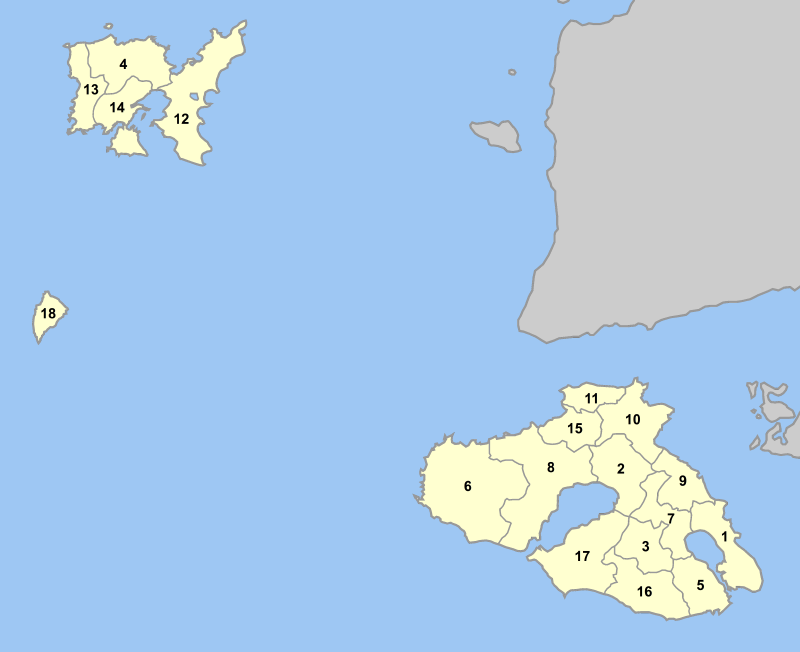
旧レスヴォス県の旧自治体（1999年 - 2010年）

カリクラティス改革（2011年1月施行）以前、この地域は広域自治体（ノモス）としてのレスヴォス県（Νομός Λέσβου）に属していた。改革にともない、リムノス島とアイオス・エフストラティオス島がリムノス県として分離した。旧自治体は新自治体（ディモス）を構成する行政区（ディモティキ・エノティタ）となっている。
下表の番号は右図と対応している。「旧自治体名」欄で※印を付したものはキノティタ、それ以外はディモス。「政庁所在地」欄で太字になっているものは、新自治体の政庁所在地となったものを示す。
|    | 旧自治体                       | 綴り             | 政庁所在地                   | 新自治体                     |
| -- | ------------------------------ | ---------------- | ---------------------------- | ---------------------------- |
| 4  | アツィキ                       | Ατσική           | アツィキ (el)                | リムノス                     |
| 12 | ムドロス                       | Μούδρος          | ムドロス (el)                | リムノス                     |
| 13 | ミリナ                         | Μύρινα           | ミリナ (el)                  | リムノス                     |
| 14 | ネアス・クタリ                 | Νέας Κούταλη     | クンディアス (el)            | リムノス                     |
| 18 | アイオス・エフストラティオス ※ | Άγιος Ευστράτιος | アイオス・エフストラティオス | アイオス・エフストラティオス |

- Διοικητική διαίρεση νομού Λέσβου (πρόγραμμα Καποδίστριας) - 旧レスヴォス県の自治体・集落一覧（1999年 - 2010年）